# Anicia Wood
Anicia Wood (Bridgetown, 25 luglio 1985) è una pallavolista barbadiana.
Gioca nel ruolo di centrale nel Club Voleibol Haro.

## Carriera
Anicia Wood comincia a giocare a pallavolo fin da giovanissima. Nel 2003 si trasferisce negli Stati Uniti per frequentare l'università: entra a far parte della squadra della sua scuola, la St. John's University Women's Volleyball, di New York, dove resta per due stagioni. Dopo un periodo di inattività a livello di squadre, nel 2007 milita nell'University of New Haven, dove resta per altre due stagioni.
Nella stagione 2009-10 viene ingaggiata dalla squadra italiana della Pallavolo Donoratico, militante in serie A2, ottenendo a fine campionato un posto di metà classifica. Nel 2010 viene convocata nella nazionale di Barbados, disputando i XXI Giochi centramericani e caraibici.
A metà stagione 2010-11, viene acquistata dal Castellana Grotte, facendo il suo esordio in serie A1. Nella stagione 2011-12 passa al Club Voleibol Haro, squadra militante nel massimo campionato spagnolo, con la quale vince la Coppa della Regina.

## Palmarès

### Club
- Coppa della Regina: 1
Haro: 2011-12